# The Cheaters
The Cheaters er en punk-rockgruppe fra Norge, dannet i 2005 i Oslo. Bandet består af Øyvind Skarsbø, Henrik Width Kristiansen og Kristian Hodnesdal og er inspireret af rock'n'roll, 60'ernes beat-musik og 70'ernes punk.

## Medlemmer
- Øyvind Skarsbø: gitar og vokal
- Henrik Width Kristiansen: slagtøj
- Mats With Greger: bass

### Tidligere medlemmer
- Andreas Frøland: bas
- Kristian Hodnesdal: bas

## Diskografi
- You Want More?! (2006, Big Dipper) - EP
- The Cheaters (2007, Big Dipper)
- Rites of Spring (2014, Division Records)

### Medvirken på opsamlingsalbum
- The Come Again? Rock'n'roll Sessions - Volume 1 (2006, Mother Ocean Records)
- Scandinavian Friends - A Tribute To Roky Erickson (2007, Big Dipper)